# Aeroportul Masi-Manimba
Aeroportul Masi-Manimba (IATA: MSM, ICAO: FZCV) este un aeroport din Bandundu⁠(d), Republica Democratică Congo ce deservește zona Masi-Manimba. A fost numit după zona deservită.
Situat la o altitudine de 595 m, aeroportul dispune de o singură pistă.